# 998
| 998                |
| ------------------ |
| Dødsfald - Fødsler |
|                    |

| Gregoriansk kalender | 998 CMXCVIII            |
| Ab urbe condita      | 1751                    |
| Armensk kalender     | 447 ԹՎ ՆԽԷ              |
| Kinesiske kalender   | 3694 – 3695 丁酉 – 戊戌 |
| Etiopisk kalender    | 990 – 991               |
| Jødisk kalender      | 4758 – 4759             |
| Hindukalendere       |                         |
| - Vikram Samvat      | 1053 – 1054             |
| - Shaka Samvat       | 920 – 921               |
| - Kali Yuga          | 4099 – 4100             |
| Iransk kalender      | 376 – 377               |
| Islamisk kalender    | 388 – 389               |

Konge i Danmark: Svend Tveskæg 986/87-1014
Se også 998 (tal)

## Dødsfald
- 15. juli - Abu al-Wafa, persisk matematiker og astronom (født  940).